# Lander Tijtgat
Lander Tijtgat (Waregem
, 6 april 1983) is een Belgisch voormalig hardloper. In de winter deed hij vooral aan veldlopen en in de zomer (middel)lange afstanden.

## Persoonlijke records
Outdoor
| Onderdeel | Prestatie | Datum            | Plaats         |
| --------- | --------- | ---------------- | -------------- |
| 800 m     | 1.51,58   | 5 juni 2010      | Oordegem       |
| 1000 m    | 2.24,82   | 11 mei 2013      | Lisse          |
| 1500 m    | 3.37,21   | 2 augustus 2011  | Oordegem       |
| 3000 m    | 8.02,64   | 13 augustus 2011 | Kessel-Lo      |
| 5000 m    | 13.32,54  | 3 juli 2021      | Heusden-Zolder |
| 10.000 m  | 28.33,83  | 12 juni 2021     | Leiden         |
| 10 km     | 29.06     | 21 maart 2021    | Dresden        |

Outdoor
| Onderdeel | Prestatie | Datum        | Plaats   |
| --------- | --------- | ------------ | -------- |
| 3000 m    | 7.55,59   | 2 maart 2013 | Göteborg |

## Palmares

### 1500 m
- 2010:  BK AC - 3.44,41

### 3000 m
- 2013: 8e EK indoor in Göteborg - 7.55,59

### veldlopen
- 2011: 20e EK veldlopen in Velenje
- 2013: 42e EK veldlopen in Belgrado
- 2017: 13e EK veldlopen in Samorin
- 2019:  BK AC in Laken
- 2021:  BK AC in Laken

## Privé
- Tijtgat is leerkracht lichamelijke opvoeding en biologie.[3][4]